# X. B. Saintine

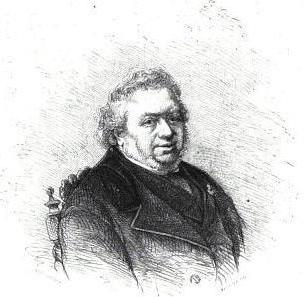
Saintine

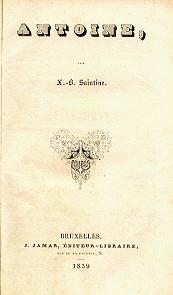
Antoine, 1839

Joseph-Xavier Boniface (cunoscut și sub pseudonimele Saintine, X.B. Saintine, Joseph Xavier Saintine, Xavier) (n. Paris 10 iulie 1798 (după alte surse, 11 iulie 1795)– d. Paris 21 ianuarie 1865) a fost un romancier și dramaturg francez, cunoscut îndeosebi pentru romanul Picciola. 
Saintine a publicat primul său volum de poezii, Poeme, ode și epistole, în 1823, la vârsta de 25 de ani. 
În 1836 a publicat romanul Picciola, tradus în numeroase limbi străine. Romanul i-a adus recunoaștere internațională și este considerat o capodoperă a literaturii franceze. Cartea spune povestea debusolatului conte Charles Veramont de Charney, întemnițat în închisoarea Piémont sub acuzația de a fi conspirat împotriva lui Napoleon I. Într-o zi, Charney descoperă o plantă răsărită între două dale din celula sa. Această plantă reprezintă pentru el mai întâi un mijloc de destindere, apoi o pasiune și în cele din urmă un simbol al vieții și al iubirii. Pe măsură ce planta, pe care o numește Picciola, se dezvoltă, Charney învață din nou să iubească și să aprecieze frumusețea naturii și a lumii în general. Imaginea unei floricele plăpânde, care crește și supraviețuiește sub atenta îngrijire a lui Charney, într-un loc atât de sinistru ca o închisoare, e o dovadă a forței și trăiniciei naturii. Charney urmează exemplul florii și caută să-și îmbogățească spiritul în mijlocul zidurilor care îl țin captiv.
Saintine a fost un autor prolific. A scris peste 200 de piese de teatru și romane. S-a stins din viață la 21 ianuarie 1865, la Paris.

## Opera (selectiv)
- Poemes, odes, épitres (1823)
- Jonathan le Visionaire, contes philosophiques et moraux (1825)
- Histoire des Guerres d'Italie, Campagne des Alpes (1826)
- Histoire de la civilisation antédiluvienne (1830)
- Le Mutilé (1832)
- Une Maîtresse de Louis XIII (1834)
- Picciola (1836)
- Antoine (1839)
- Les Récits dans la Tourelle (1844)
- Les Métamorphoses de la Femme (1846)
- Les Trois Reines (1853)
- Seul! (1857)
- Chrisna (1860)
- La belle Cordiere et ses trois Amoureux (1861)
- Le Chemin des Ecoliers (1861)
- Contes de toutes les couleurs (1862)
- La Mythologie du Rhin (1862)
- La mere Gigogne et ses trois filles (1863)
- La seconde vie (1864)